# Masaki Tokudome
Masaki Tokudome (徳留真紀?, Tokudome Masaki; Kagoshima, 14 febbraio 1971) è un pilota motociclistico giapponese, ritiratosi dall'attività agonistica.

## Carriera
Esordisce nelle competizioni del motomondiale in classe 125 nella stagione 1994, a bordo di una Honda, concludendo dopo una serie di piazzamenti all'8º posto nella classifica generale.
L'anno successivo passa all'Aprilia e, dopo aver ottenuto anche la sua prima vittoria in occasione del Gran Premio motociclistico del Brasile, conclude al settimo posto nella classifica generale. Resta poi fedele alla casa motociclistica italiana fino al motomondiale 1998, concludendo secondo dietro a Haruchika Aoki nel 1996, quinto nel 1997 e settimo nel 1998. Nella stagione 1999 passa alla classe 250 a bordo di una Honda, ma dopo due Gran Premi passa alla TSR-Honda; a fine stagione è 18º.
Dopo alcuni anni di assenza dal mondiale, nel 2003 si registra un'altra sua presenza in un gran premio, grazie ad una wild card e in sella ad una Yamaha, grazie al risultato ottenuto viene classificato al 31º posto. L'ultima presenza risale al motomondiale 2005, senza però che abbia ottenuto punti.
Lasciato il ruolo di pilota titolare nel motomondiale al termine della stagione 1999, Tokudome si dedica alle competizioni motociclistiche del campionato giapponese, correndo prima in 250 poi in 125 (dove arriva secondo nel 2007 e 2008) e nel 2012 all'età di 41 anni si laurea campione nazionale nella categoria J-GP3. Continua a gareggiare in questa categoria fino al 2016, anno in cui conquista un secondo titolo, prima di passare alla categoria J-GP2 con cui disputa le ultime due stagioni in carriera in sella ad una Speed Up.

## Risultati nel motomondiale
| 1994 | Classe | Moto  |   |    |   |    |     |   |   |   |   |    |   |    |   |    |  |  |  | Punti | Pos. |
| ---- | ------ | ----- | - | -- | - | -- | --- | - | - | - | - | -- | - | -- | - | -- |  |  |  | ----- | ---- |
| 1994 | 125    | Honda | 9 | 14 | 6 | 10 | Rit | 9 | 5 | 6 | 9 | 12 | 6 | 14 | 8 | 13 |  |  |  | 87    | 8º   |

| 1995 | Classe | Moto    |    |    |     |    |     |   |     |   |   |   |   |   |   |  |  |  |  | Punti | Pos. |
| ---- | ------ | ------- | -- | -- | --- | -- | --- | - | --- | - | - | - | - | - | - |  |  |  |  | ----- | ---- |
| 1995 | 125    | Aprilia | 12 | 15 | Rit | 15 | Rit | 3 | Rit | 8 | 6 | 4 | 1 | 2 | 8 |  |  |  |  | 105,5 | 7º   |

| 1996 | Classe | Moto    |   |   |   |   |    |     |     |   |   |   |    |   |     |   |   |  |  | Punti | Pos. |
| ---- | ------ | ------- | - | - | - | - | -- | --- | --- | - | - | - | -- | - | --- | - | - |  |  | ----- | ---- |
| 1996 | 125    | Aprilia | 4 | 1 | 1 | 6 | 14 | Rit | Rit | 1 | 2 | 4 | 13 | 1 | Rit | 3 | 3 |  |  | 193   | 2º   |

| 1997 | Classe | Moto    |   |    |   |   |   |    |   |     |   |    |   |   |    |   |   |  |  | Punti | Pos. |
| ---- | ------ | ------- | - | -- | - | - | - | -- | - | --- | - | -- | - | - | -- | - | - |  |  | ----- | ---- |
| 1997 | 125    | Aprilia | 5 | 13 | 4 | 7 | 5 | NP | 7 | Rit | 9 | 10 | 2 | 8 | 11 | 6 | 8 |  |  | 120   | 5º   |

| 1998 | Classe | Moto    |   |   |    |    |   |   |   |   |   |     |   |    |    |   |  |  |  | Punti | Pos. |
| ---- | ------ | ------- | - | - | -- | -- | - | - | - | - | - | --- | - | -- | -- | - |  |  |  | ----- | ---- |
| 1998 | 125    | Aprilia | 8 | 4 | 12 | 10 | 8 | 9 | 5 | 5 | 9 | Rit | 5 | 13 | 16 | 8 |  |  |  | 97    | 7º   |

| 1999 | Classe | Moto      |    |    |    |    |    |    |    |   |    |    |    |    |    |    |    |    |  | Punti | Pos. |
| ---- | ------ | --------- | -- | -- | -- | -- | -- | -- | -- | - | -- | -- | -- | -- | -- | -- | -- | -- |  | ----- | ---- |
| 1999 | 250    | TSR-Honda | 13 | 16 | 13 | 13 | 11 | 13 | 14 | 9 | 15 | 12 | 16 | 14 | 15 | 14 | NP | 15 |  | 37    | 18º  |

| 2003 | Classe | Moto   |  |  |  |  |  |  |  |  |  |  |  |  |    |  |  |  |  | Punti | Pos. |
| ---- | ------ | ------ |  |  |  |  |  |  |  |  |  |  |  |  | -- |  |  |  |  | ----- | ---- |
| 2003 | 250    | Yamaha |  |  |  |  |  |  |  |  |  |  |  |  | 15 |  |  |  |  | 1     | 31º  |

| 2005 | Classe | Moto   |  |  |  |  |  |  |  |    |  |  |  |    |  |  |  |  |  | Punti | Pos. |
| ---- | ------ | ------ |  |  |  |  |  |  |  | -- |  |  |  | -- |  |  |  |  |  | ----- | ---- |
| 2005 | 250    | Yamaha |  |  |  |  |  |  |  | NE |  |  |  | 20 |  |  |  |  |  | 0     |      |

| Legenda | 1º posto        | 2º posto            | 3º posto            | A punti      | Senza punti        | Grassetto – Pole position Corsivo – Giro più veloce |
| Legenda | Gara non valida | Non qual./Non part. | Ritirato/Non class. | Squalificato | '-' Dato non disp. | Grassetto – Pole position Corsivo – Giro più veloce |